# Villa (Viljandi)
Villa es una aldea del municipio de Viljandi, en el condado de Viljandi, Estonia, con una población censada a final del año 2011 de 148 habitantes.
Se encuentra ubicada en el centro-este del condado, cerca de la orilla occidental del lago Võrtsjärv.